# Kyrnair
Kyrnair (code IATA : KY, code OACI : KYN) était une compagnie aérienne régionale française basée à Ajaccio en Corse et assurant des lignes régulières intérieures Corses et vers Toulon, des vols charters, des circuits aériens à la carte en Corse, l'apprentissage de l'aviation (école de pilotage) et la réception de l'aviation d'affaires et générales à sur l'aéroport d'Ajaccio.

## Histoire

Logotype de la compagnie corse Kyrnair

La compagnie Kyrnair a été fondée par Raymond Thouement et son frère en 1986,.
Elle commence des activités de charters et vols à la demande sur l'Europe et la Méditerranée, l'apprentissage de l'aviation avec son école de pilotes professionnels et privés, des circuits aériens insolites sur la Corse, la réception des vols d'affaires et générales sur l'aéroport d'Ajaccio ainsi que les lignes régulières intra-corses et extérieures.
Elle reprend le 02 juillet 1990, à la suite de la faille de la compagnie Air Corse le 10 janvier de la même année, les lignes de Toulon vers Ajaccio et Bastia exploitées en délégation de service public pour un montant de subvention de 5,9 millions de francs,.
Dans cet appel d'offres, Kyrnair avait postulé pour les liaisons Marseille-Figari et Calvi et Nice-Figari et Calvi. L'assemblée corse avait désigné la Compagnie Corse Méditerranée (CCM) sur l'escale de Calvi et la compagnie TAT sur celle de Figari[réf. à confirmer].
En 1991, Elle reprend la ligne Toulon-Lyon abandonnée par la compagnie TAT qui l'avait reprise à Air Alpes lors de leur fusion.
La compagnie comptait pour 1991, 22 effectifs dont 8 personnels navigants, avait 5 avions de plus de 20 places, exploitait 6 lignes en 1991 et 5 en 1992, transportait 23 000 passagers en 1991 avec un taux moyen de remplissage de 51%.
la société Kyrnair est mise en redressement judiciaire le 29 mai 1995.
En 1996, Un Embraer 110 de la société Kyrnair « servant soi - disant de transport de drogue » est visé par le FLNC historique le 26 août sur l'aéroport d'Ajaccio.
La compagnie cesse ses activités par sa liquidation judiciaire le 11 octobre 1999.
Elles avaient transporté 24 000 passagers au cours de la dernière année d’exploitation sur les lignes vers Toulon.
À la suite de la disparition de Kyrnair, l'assemblée de Corse a déboutée le 23 décembre 1999, la Compagnie Aéronautique Européenne (C.A.E.) de l'appel d'offres sur les lignes de services publics Ajaccio/Bastia-Toulon, faute de preuve d'expérience de lignes régulières. L'assemblée décide le 25 mai 2000, de supprimer les obligations de service public sur ces liaisons, finalement, c'est CCM qui reprendra l'exploitation après Kyrnair en 2003 avec un ATR 72.
En 2015, Raymond Thouement recréé une entreprise aérienne à Ajaccio sous le nom de Kyrnairways (école de pilotage, Travail aérien, transport aérien passagers et marchandises, affrètement et vol sanitaire). Elle est mise en liquidation à son tour en juin 2020.

## Codes I.A.T.A
Durant son exploitation, Kyrnair a obtenu deux codes IATA: 
- KY[17]
- V4

## Sponsoring
Comme aujourd'hui avec Air Corsica et précédemment avec CCM Airlines, Kyrnair a été le sponsor de l'équipe de football professionnelle Athletic club Ajaccien (ACA) qui évolue pour la saison 20/21 en ligue 2.

## Le réseau

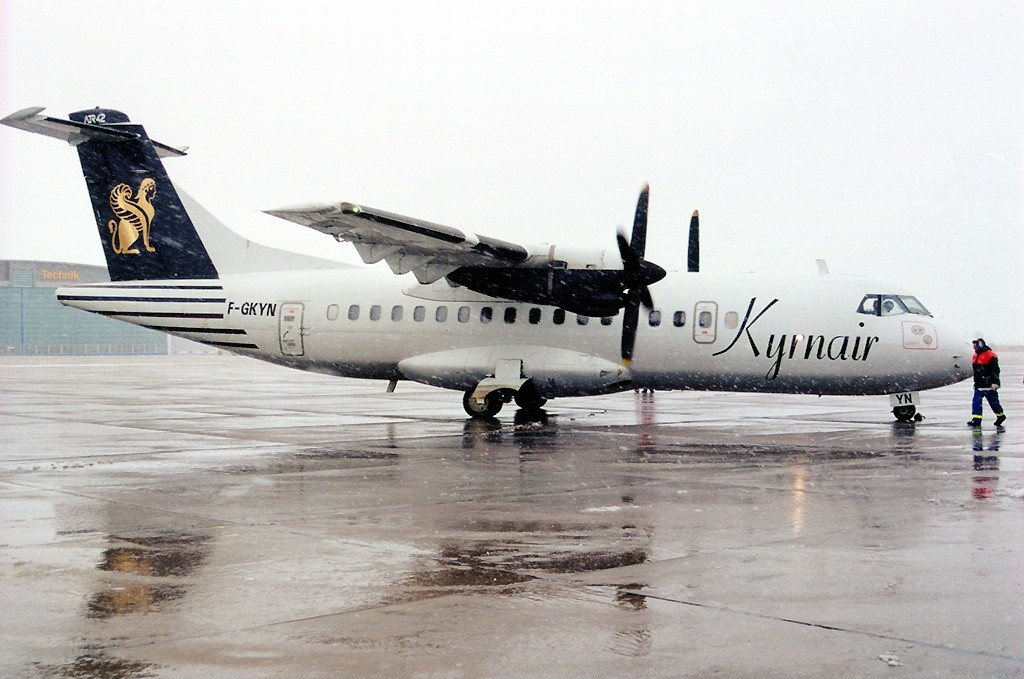
ATR 42 F-GKYN à Stuttgart en février 1999

### Liaisons intérieures (intra-Corse)
- Ajaccio-Calvi (dès le 02/07/1990)[19]
- Ajaccio-Figari (dès le 02/07/1990)[19]

### Liaisons extérieures
- Toulon-Ajaccio[19]
- Toulon-Bastia[19]
- Toulon-Lyon (dès 1991)
- Nîmes-Ajaccio[19]
- Montpellier-Ajaccio[20]
- Lyon-Ajaccio
- Lyon-Bastia

## Flotte
- Britten-Norman BN 2A: F-GFDK
- Embraer 110 Bandeirante: F-GBMF, F-GBGA, F-GDCI
- ATR-42-300 : F-GKYN

Les BN 2A assuraient les liaisons intérieures et les EMB110 ou ATR 42, les liaisons extérieures.